# Xanthophyllum angustigemma
Xanthophyllum angustigemma är en jungfrulinsväxtart som beskrevs av R. v. d. Meijden. Xanthophyllum angustigemma ingår i släktet Xanthophyllum och familjen jungfrulinsväxter. Inga underarter finns listade i Catalogue of Life.